# Roca Middle Ground
La Roca Middle Ground (en inglés: Middle Ground Rock) (54°8′S 36°36′O / -54.133, -36.600) es una roca cubierta de algas sumergidas ubicada a unos tres kilómetros al este de la punta Framnaes, en el medio de la entrada de la bahía Stromness de la isla San Pedro, del archipiélago de las Georgias del Sur.
El nombre parece ser utilizado por primera vez en una carta del Almirantazgo Británico en 1952.